# Elohim

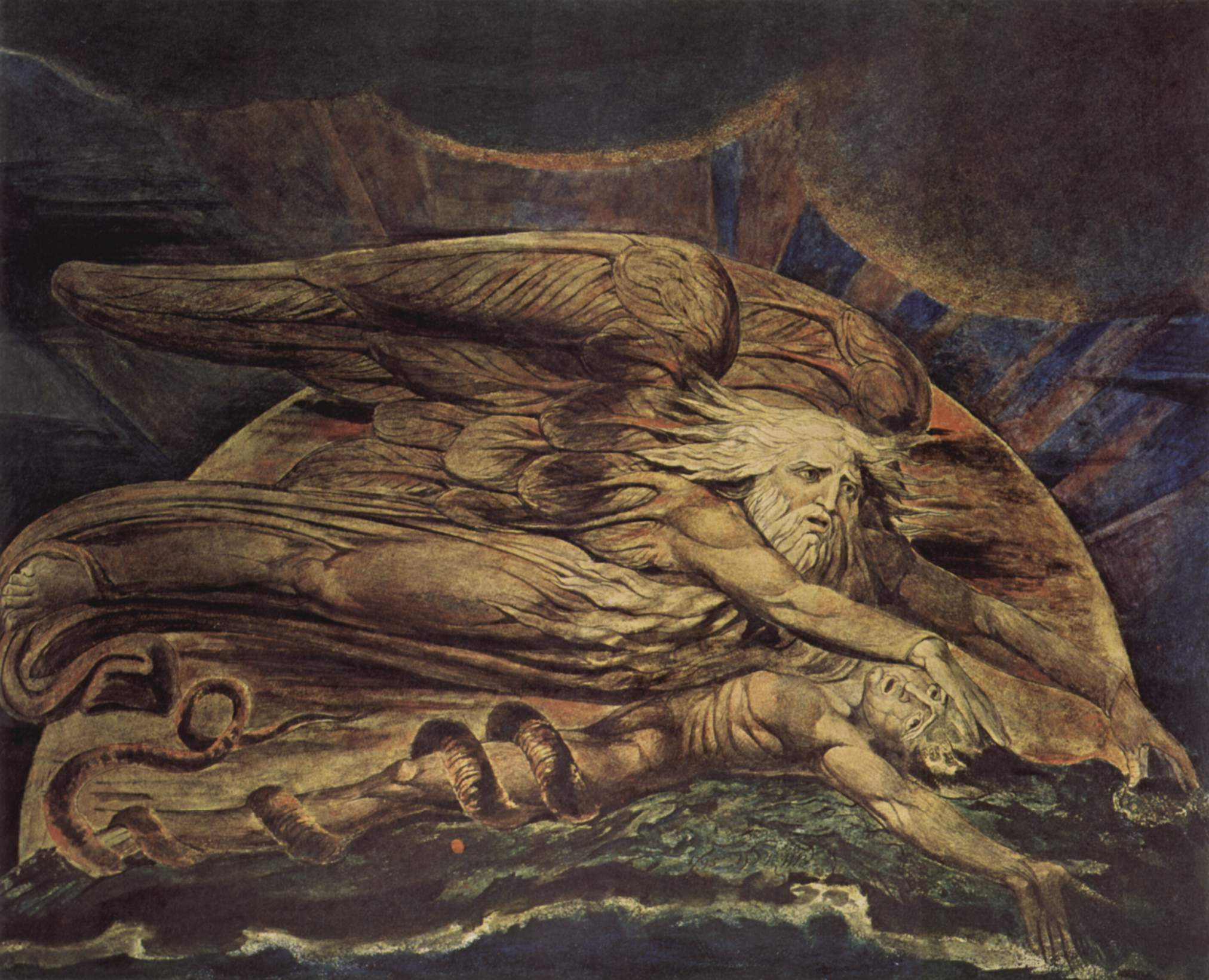
Și Elohim a creat pe Adam - Pictură de William Blake

Elohim (ebraică: אֱלהִים) este pluralul cuvântului ebraic אלוה (eloah), care a fost folosit drept termen referitor la zeitățile canaanite, iar în Biblie drept un nume pentru Dumnezeu.

## Gramatică și etimologie
Elohim conform gramaticii ebraicii biblice este un substantiv la plural cu sensul de „zeități”, „zei”, in ebraică terminația -im este folosită pentru a forma pluralul substantivelor masculine, cu toate acestea în referința la Dumnezeul avraamic cuvântul Elohim este înțeles cu sens singular și semantic cât și gramatical (se folosesc adjective și verbe la singular făcându-se acordul). În ebraica modernă cuvântul Elohim este înțeles preponderent cu sens singular.
Consensul asupra etimologiei cuvântului Elohim este că acesta este pluralul cuvântului ebraic eloah, cuvânt care își are originile în substantivul proto-semitic ʾil cu sensul de Zeu/Divinitate. Un cuvânt cu origine etimologica identică cu Elohim-ul ebraic este cuvântul ʾilhm din ugaritică, care denumește panteonul canaanit; precum și cuvântul din aramaica biblică ʼĔlāhā, cuvântul siriac Alaha (ambele cu sens de Dumnezeu), cuvântul arabic ʾilāh (zeu) și Allah (Dumnezeu, Zeu suprem), cuvântul samaritean ʾĕlāhā (Dumnezeu).

## Viziunea monoteistă
Teologii creștini și iudaici în principal interpretează această anomalie (ținând cont de caracterul monoteist al ambelor religii) drept Pluralis excellentiae, folosit în aceeași manieră ca și pluralis majestatis, adică folosirea pluralului drept figură de stil exprimând măreția.
Creștinii care urmează o doctrină trinitariană consideră că folosirea pluralului reprezintă Trinitatea: Tatăl, Fiul și Duhul Sfânt.

### Nume pentru Dumnezeu în Biblia ebraică
Termenul Elohim este folosit în Biblia ebraică drept una dintre denumirile asociate lui Dumnezeu. Conform ipotezei documentare variația denumirilor folosite pentru Dumnezeu în Biblie se datorează faptului că numeroși autori sunt responsabili pentru scrierea Sfintei Scripturi. Conform acestei ipoteze termenul Elohim este folosit în sursa Elohistă (E) și în sursa Preoților (P) în timp ce termenul YHWH este folosit în sursa Yahwistă (Y)
În ebraica, original, pentru Elohim este folosit atât verbul la plural cât și la singular. În traducerile Bibliei în română se folosește preponderent singularul, cu excepția traducerilor vechi precum Biblia de la București (1688), de exemplu Facerea 1:1 „De-nceput au făcut Dumnezău ceriul și pămîntul.” care folosesc verbul la plural în cazul în care el era folosit și în versiunea originală.

#### Alte substantive la plural cu sens singular
În Biblia ebraică mai există și alte cuvinte scrise la plural dar care au sens singular și folosesc verbe și adjective la singular cum ar fi: Baalim sau Adonai. În acest caz pluralul este folosit ca figura de stil, în același mod în care folosirea pluralului în cazul cuvântului Elohim este folosit conform scriitorilor și teologilor creștini/iudaici, adică în mod onorific. Cuvântul Baalim este folosit pentru a denumi oameni în poziția de stăpân în timp ce Adonai este folosit drept un titlu/denumire asociata lui Dumnezeu, tradus literal prin „Domnii mei”.

### Mormonism
În viziunea Bisericii lui Isus Hristos a Sfinților din Zilele din Urmă  termenul Elohim este asociat cu Dumnezeu Tatăl în timp ce termenul YHWH este asociat cu Fiul înainte ca acesta să ia formă umană.

## Religia canaanită
Cuvântul El (la singular) era termenul pentru zeu folosit în majoritatea limbilor semitice nord-vestice printre care și ebraică, ugaritică și aramaică. Cuvântul ʾilhm din limba ugaritică, echivalentul cuvântului Elohim din limba ebraică, era folosit pentru a desemna zeii din panteonul canaanit și reprezintă pluralul cuvântului El (ʾil în cazul limbii ugaritice).